# Грабинівка
Граби́нівка (в минулому — Стехівка) — село в Україні, у Полтавській міській громаді Полтавського району Полтавської області. Населення становить 105 осіб. До 2020 орган місцевого самоврядування — Ковалівська сільська рада.

### Мова
Розподіл населення за рідною мовою за даними перепису 2001 року:
| Мова       | Відсоток |
| ---------- | -------- |
| українська | 86,67%   |
| російська  | 12,38%   |
| білоруська | 0,95%    |

## Географія
Село Грабинівка знаходиться на лівому березі річки Коломак, вище за течією на відстані 1 км розташоване село Їжаківка, нижче за течією на відстані 0,5 км розташоване село Верхоли, на протилежному березі - село Ковалівка. Селом протікає пересихаючий струмок з загатою. Поруч проходить автомобільна дорога М03 (Р11).

## Історія
12 червня 2020 року, відповідно до розпорядження Кабінету Міністрів України № 721-р «Про визначення адміністративних центрів та затвердження територій територіальних громад Полтавської області», село увійшло до складу Полтавської міської громади.
19 липня 2020 року, в результаті адміністративно - територіальної реформи та ліквідації Полтавського району (1925—2020), село увійшло до складу новоутвореного Полтавського району.

## Відомі люди
Уродженцем села є Кононенко Іларіон Пилипович — народний комісар охорони здоров'я УРСР в 1944-46 роках.